# 达隆
达隆（法語：Dallon，法語發音：[dalɔ̃]）是法国上法蘭西大區埃纳省的一个市镇，属于圣康坦区。

## 地理
达隆（49°49'16"N, 3°14'29"E）面积5.81 平方千米，位于法国上法蘭西大區埃纳省，该省份为法国北部内陆省份，北起北部省，西接索姆省和瓦兹省，东临阿登省和马恩省，西南至塞纳-马恩省，东北部与比利时接壤。
与达隆接壤的市镇（或旧市镇、城区）包括：卡斯特尔、方丹莱克莱尔、弗朗西伊瑟朗西、格吕日、聖康坦、萨维。

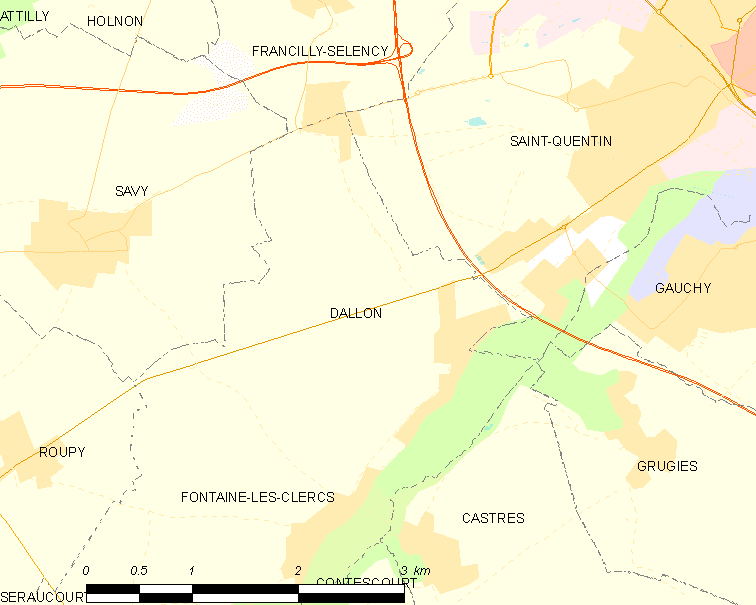
达隆的OSM定位图

达隆的时区为UTC+01:00、UTC+02:00（夏令时）。

## 行政
达隆的邮政编码为02680，INSEE市镇编码为02257。

## 政治
达隆所属的省级选区为里布蒙县。

## 人口

1962-2008年间达隆人口变化图示

达隆于2022年1月1日时的人口数量为431人。